# 清水泰地
清水 泰地（しみず たいち、1984年12月20日 - ）は日本のボディビルダー、タレント。愛知県岡崎市出身。法政大学第二高等学校、法政大学卒業。フリーランス。

## 略歴
高校生まではバドミントン選手だったが、部活動の慣習になじめずにいた折、高校のトレーニングルームの管理人にロニー・コールマンのビデオを見せてもらったことでボディビルに傾倒。高校卒業間際の3ヶ月で体重を30キロ増量し、本格的にボディビルに打ち込む。全日本学生ボディビル選手権大会では、2005年・2006年に2年連続で2位入賞を果たす。
その後もボディビルダーとして活動を続け、2013年にはNPC Mr.LAヘビー級5位入賞、アジアボディビルディング選手権男子100kg級3位（日本人初）、中国河南省鄭州市で開催されたボディービルディング・グランプリ4位入賞（日本人初）を立て続けに達成。2015年には、NPC Mr.LAスーパーヘビー級2位入賞（日本人初）を果たす。2017年は元IFBB（国際ボディビル・フィットネス連盟）プロのムスタファ・ムハンマド（英語: Mustafa Mohammad）に師事し、同年のアマチュアオリンピア100kg級で4位入賞（日本人初）。
2015年のコスプレ（後述）を契機に人気を集め、タレント活動も行う。タレントとしてはプラチナムプロダクションに所属していたが、2021年をもって退所。
2020年はクリス・カミアーに師事。同年11月11日よりYouTuberとしての活動を開始。

### コスプレ
それまでもハロウィンの仮装は行っていたが、2015年夏のコミックマーケットより、その肉体を活かしたコスプレで参加。『ハルク』ハルクや『ストリートファイターII』ザンギエフ、『ドラゴンボール』ナッパ等で話題を呼んだ。
2016年のカプコン「『ストリートファイターV』完成発表会」にて開催された「ミス春麗なりきり決定戦」では、ザンギエフのコスプレで参加し、他の春麗を押しのけて優勝してしまう珍事となった。

## 人物
- ボディビルダーとして、筋肉の維持のため間断なく常に食事を摂取している。1日あたりの食事量は、鶏胸肉1kg、サーモン1kg、ブロッコリーなどを適量[1]。増量期にはさらに切り餅を1日あたり20個食べる[5]。

## 出演

### テレビ

#### バラエティ
- マヨなか笑人（読売テレビ、2016年12月16日）
- 有吉反省会（日本テレビ、2017年4月8日）
- 人生が変わる1分間の深イイ話（日本テレビ、2018年10月1日）
- 水曜日のダウンタウン（TBSテレビ、2018年12月19日）
- 月曜から夜ふかし（日本テレビ、2019年1月21日）
  - 偶然新宿でインタビューされた映像が使用された。
- 相席食堂 スターの原石発掘! 青田買いスペシャル2019夏（朝日放送テレビ、2019年8月6日）
- 内村のツボる動画（テレビ東京、2020年7月14日）

#### ドラマ
- でぶせん（日本テレビ）
- 頭に来てもアホとは戦うな!（日本テレビ、第9話）[6]
- モトカレマニア（フジテレビ「木曜劇場」、第3話） - 屈強な過去 役[7]
  - 原作においても、作者の瀧波ユカリは清水をモデルに「屈強な過去」を描いた。
- シリーズ・横溝正史短編集II「金田一耕助踊る！」犬神家の一族（2020年2月1日、NHK BSプレミアム） - 猿蔵 役
- 『I am…』23歳たち「新垣蒼汰」（2024年1月26日配信、FOD / 3月11日〈予定〉、フジテレビ） - [8][9][10]

#### CM
- キリン サッカー「サッカーは総力戦だ。」私たちの代表篇
- ロート製薬「デ・オウ」おまえはもうニオわない篇（モヒカン役）[11]
- ファミリーマート「国産鶏サラダチキン」#ファミリーマッチョキャンペーン[12]
- リクルート「はたらいく」俺たちの仕事探し篇（ハタライショコラ役）[13]
- スクウェア・エニックス「ドラゴンクエスト ライバルズ」悩みすぎテリー　ゴーレム出る？！編（ゴーレム選手役）
- SNOW 一眼スタンプ「授業編」[14]
- バイク王「接客上手のミニ店長篇」[15]

### プロモーションビデオ
- NTTドコモ dデリバリー「喰べる、筋肉」
- 乃木坂46 シングル『帰り道は遠回りしたくなる』特典映像“個人PV（高山一実）”「必然な休戦」[16]
- SWANKY DANK「White Flag」[17]
- DA PUMP「PUMP UP MEGA-MIX(MIX by DJ BOSS)」[18]

### 映画
- 青禾男高（中国語版）（2017年）
- チア男子!!（2019年）
- HiGH&LOW THE WORST（2019年）
- 妖怪大戦争 ガーディアンズ（2021年) - サイクロプス役

### 舞台
- 劇団さまぁ〜ず 旗揚げ公演『新説・桃太郎』（2019年3月26日、草月ホール）亀役

### その他
- RedBull.com「もしも『ストリートファイターV』のザンギエフが銭湯で癒やされていたら!?【コスプレ妄想写真館】」[19]
- 沼にハマってきいてみた（NHK） スピンオフ動画 ぬっしー役